# 平沼ファナ
平沼 ファナ（ひらぬま ふぁな、1987年12月20日 - ）は、日本の女性ファッションモデル、タレント。読者モデルとして数多のファッション雑誌への登場を重ねたのち、2010年から『Happie nuts』の専属モデルを務めている。

## 生い立ち
京都府で韓国人の父と日本人の母との間に出生。父親は不動産関係の仕事で一代で財を成した人物で、裕福な家庭で育った。地元の大学に通い、環境問題や人の役に立つ仕事に就きたいと思い、障害者施設でボランティアを経験。メイクの専門学校に通うため、2008年に上京。

## 経歴
メイクの専門学校卒業後、109を歩いていたところをスカウトされ、多くのギャル雑誌を中心に読者モデルとしてその経歴を開始した。2009年9月から、『JELLY』『BLENDA』『egg』『men's egg』『men's egg youth』『SCawaii』『小悪魔ageha』『BETTY』などの雑誌に登場。2010年前半頃から『Happie nuts』上で頭角を現し、同誌の読者モデルランキングにて半年間にわたり首位の座を保持。同年9月号では、難波サキ、武田静加、須田朱音、HIROMI、舘谷恵利子、里見茜、尾崎紗代子、谷口紗耶香、中北成美、松岡里枝を含む総勢20名の同誌専属／読者モデルならびに人気ショップ店員らとともに表紙に登場。やがて同誌の専属モデル入りが決定し、同年9月に催されたファッションイベント『渋谷女祭り』の場でその旨の発表を行った。10月発売の同誌12月号で専属モデルとしての初登場。
2016年5月、バラエティ番組『今夜くらべてみました』の「トリオTHE寝付けない女」というテーマの企画に出演（他ゲストはホラン千秋、熊谷真実）。彼女ならではのお金持ちエピソードに加えおバカ発言を連発して、視聴者から「金持ちの鈴木奈々」と呼ばれ好評を博した。2017年3月、『週刊プレイボーイ』でグラビアに初挑戦した。

## 人物
ヨガインストラクター、漢字検定2級、英語検定3級、食生活アドバイザーの資格を持つ。特技として「親のすねかじり」を挙げている。以前は親から月60万円のお小遣いを貰っていたが、全額使い込んでしまう為、今はクレジットカードを持たせてもらっている、親のすねかじり「日本一」を自称し、かつては「一生働かない宣言」をしていたが、周囲から自立を促され、ヨガ教室の受付のアルバイトを始めた。
鼻筋にヒアルロン酸を注射する美容整形を行っていることを明かしている。

## 出演

### 雑誌
専属
- 『Happie nuts』（2010年12月号より）

読者
- 『JELLY』[2]
- 『BLENDA』[2]
- 『egg』[2]
- 『SCawaii』[2]
- 『小悪魔ageha』[2]
- 『BETTY』[2]

不詳
- 『men's egg』[2]
- 『men's egg youth』[2]
- 『SG』（メインモデル）[2]
- 『egg ビューティー』[2]

### テレビ番組
- 『さんま&岡村祭り　オトコってバカねSP』（2014年9月、日本テレビ）[2]
- 『ウーマン・オン・ザ・プラネット』（2014年10月4日 - 12月27日、日本テレビ）[2]
- 『今夜くらべてみました』（2016年5月17日、10月25日、2019年3月、日本テレビ）[2]
- 『解決!ナイナイアンサー 』（2016年7月、日本テレビ）[2]
- 『踊るさんま御殿』（2016年8月、日本テレビ）[2]
- 『ダウンタウンDX 』（2016年10月、日本テレビ）[2]
- 『ナカイの窓 』（2016年11月、日本テレビ）[2]
- 『ぐるナイ』（2017年2月、日本テレビ）[2]
- 『出川哲朗のアイ・アム・スタディー』（2018年4月、日本テレビ）[2]
- 『それって!?実際どうなの課』（2019年5月、日本テレビ）[2]
- 『有吉ジャポン』（2016年7月、TBS）[2]
- 『必勝!あたりまえ検定』（2016年9月、TBS）[2]
- 『水曜日のダウンタウン』（2016年10月、TBS）[2]
- 『中居正広の身になる図書館』（2016年11月、TBS）[2]
- 『アカデミーナイトG』（2016年11月、TBS）[2]
- 『友だち+プラス』（2017年8月、TBS）[2]
- 『有田哲平の夢なら醒めないで』（2018年5月、TBS）[2]
- 『お願い!ランキング』（2015年7月、テレビ朝日）[2]
- 『ブラマヨとゆかいな仲間たち アツアツっ!』（2015年8月、テレビ朝日）[2]
- 『ぷっすま』（2016年10月、テレビ朝日）[2]
- 『人生交換バラエティー ホセムヒカ!』（2016年11月、フジテレビ）[2]
- 『メッセンジャーの○○は大丈夫なのか?』（2016年7月、毎日放送）[2]
- 『痛快!明石家電視台 』（2017年7月、毎日放送）[2]
- 『あさパラ!』（2017年5月、読売テレビ）[2]
- 『村上マヨネーズのツッコませて頂きます!』（2015年10月、2016年8月、関西テレビ）[2]
- 『快傑えみちゃんねる』（2016年7月、関西テレビ）[2]
- 『マルコポロリ!』（2016年11月、関西テレビ）[2]
- 『関ジャニ∞のジャニ勉』（2017年5月、関西テレビ）[2]
- 『今ちゃんの「実は…」』（2016年7月、ABCテレビ）[2]
- 『採用!フリップNEWS』（2017年3月、中京テレビ）[2]
- 『クロ女子白書』（2017年3月、福岡放送）[2]
- 『ヨソで言わんとい亭』（2015年10月、テレビ東京）[2]
- 『脳を鍛えるクイズ!じーっと見てみましょう!』（2017年1月、テレビ東京）[2]
- 『家、ついて行ってイイですか?』（2017年3月、テレビ東京）[2]

### その他
- 『モバコレ』（モバイルサイト）[2]
- 『Love Holic』（カラーコンタクト）[2]
- 『Pinkiss』（プリント倶楽部）[2]